# Apantesis subterminalis
Apantesis subterminalis är en fjärilsart som beskrevs av Embrik Strand 1919. Apantesis subterminalis ingår i släktet Apantesis och familjen björnspinnare. Inga underarter finns listade i Catalogue of Life.